# Iolanda Muíños Paredes
Iolanda Muiños Paredes, va néixer el 16 d'octubre de 1975 a Narón, és una actriu gallega de teatre, televisió i cinema.

## Treballs

### Cinema
- Trece badaladas (2003)
- Mar adentro (2004)
- Crebinsky (2011)
- El desconocido (2015)
- Ocho apellidos catalanes (2015)
- El verano que vivimos (2020)
- Cuñados (2021)
- Malencolía (2022)

### Televisió
- Pratos combinados (2002)
- Rías Baixas (2003)
- Los Serrano (2004)
- Libro de familia (2006)
- Efectos secundarios (2007)
- Escoba! (2011)
- Pazo de Familia (2014)
- Acacias 38 (2015)
- Fariña (2018)
- Hierro (2019)
- Desaparecidos (2020)
- 3 Caminos (2020)
- Néboa (2020)
- A lei de santos (2020)
- Auga seca (2020)
- 48 horas para o si (2021)

## Reconeixements
- 2005. Nominada a la millor actriu protagonista dels Premis María Casar per Fobias
- 2006. Nominada a la millor actriu protagonista en els premis Mestre Mateo per Libro de Familia
- 2007. Nominada a la millor actriu al Festival de Cans per Estació Diciembre
- 2011. Guanyadora a la millor actriu protagonista dels Premis María Casar per Life is a paripé[2]
- 2022. Guanyadora a la millor interpretació femenina de repartiment en els premis Mestre Mateo per Malencolía[3]